# St. Moritz
St. Moritz (njemački: St. Moritz, francuski: Saint-Maurice, talijanski: San Maurizio, retoromanski: San Murezzan ili hrvatski: Sveti Mavro) je mjesto u Švicarskoj u kantonu Graubünden i popularno skijaško izletište.

## Gradske četvrti
- St. Moritz-Dorf
- St. Moritz-Bad
- Suvretta
- Champfèr

## Stanovništvo
Prema službenim statistikama popisa stanoništva St. Moritza.
| Godina | Broj stanovnika |
| ------ | --------------- |
| 1803.  | 184             |
| 1870.  | 400             |
| 1880.  | 394             |
| 1910.  | 3197            |
| 1920.  | 2614            |
| 1930.  | 3968            |
| 1950.  | 2558            |
| 1960.  | 3751            |
| 1970.  | 3751            |
| 1980.  | 5699            |
| 1990.  | 5426            |
| 2000.  | 5589            |
| 2005.  | 5121            |

## Zanimljivosti
St. Moritz je bio dva puta domaćin Zimskih olimpijskih igara 1928 i 1948. godine
- II. Zimske olimpijske igre – St. Moritz 1928.
- V. Zimske olimpijske igre – St. Moritz 1948.

## Vanjske poveznice
- http://www.stmoritz.ch, službena stranica na njemačkom.